# Estilista

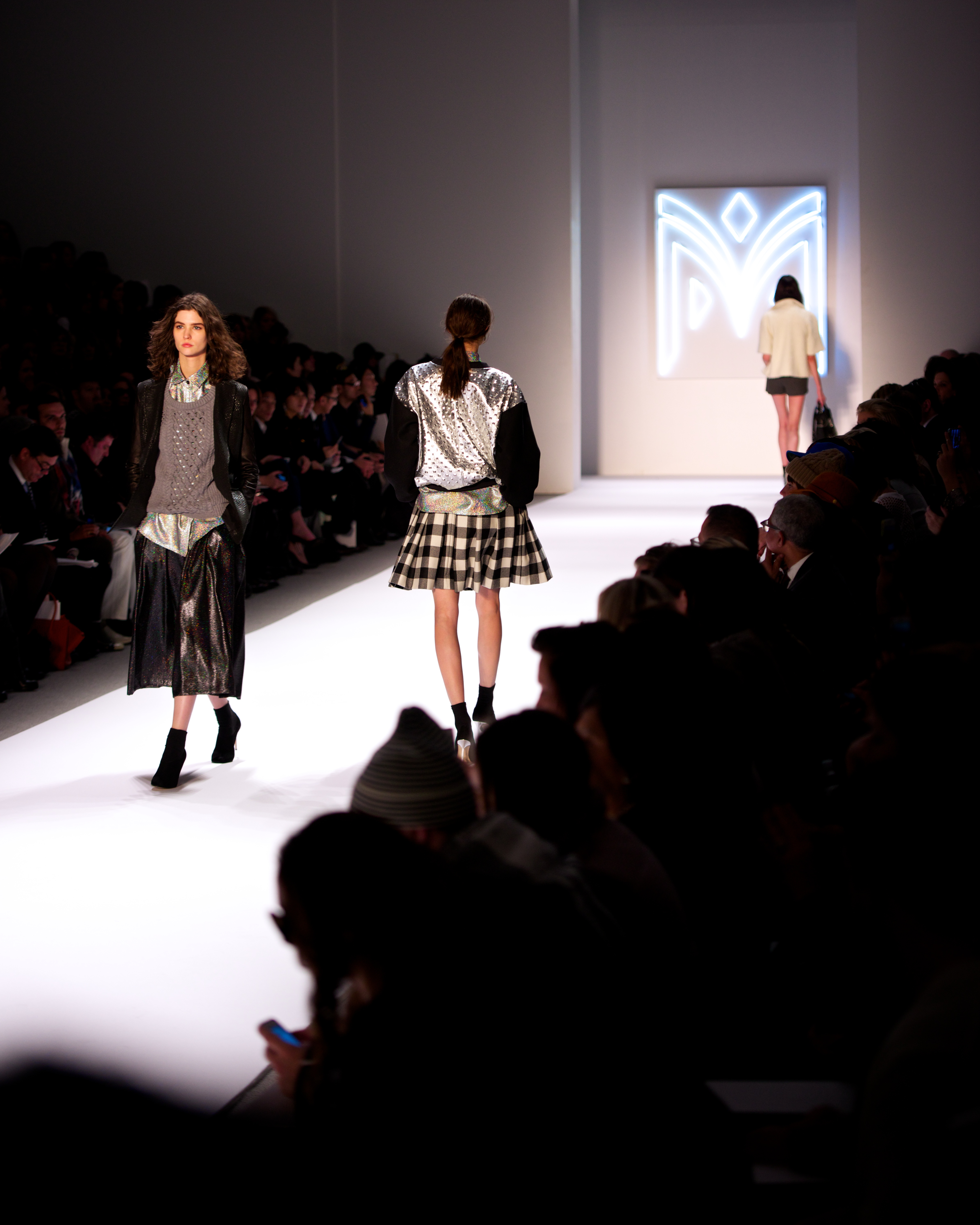
Desfile de moda

Estilista é aquele que cria estilos, seja no campo da moda, da confecção de móveis, da literatura, etc. Atualmente, no entanto, o termo é mais utilizado no campo da moda.

## Estilista de moda
O estilista de moda cria coleções de roupas e acessórios, exercendo forte influência sobre a maneira como as pessoas se vestem e criando tendências de mercado. Ser estilista, não é apenas ser desenhista de moda, e sim criar um vestuário adequado a cada tipo de pessoa.
Além de criatividade, esse profissional precisa de ter uma visão global, com conhecimentos de sociologia, modelagem, desenho e história da moda.
Nem só de desfiles e figurinos glamourosos vivem aqueles que trabalham com moda. A área administrativa também recruta profissionais capazes de lidar com produção, custos, controle de qualidade e vendas. Isso vem ocorrendo desde a década de 1950.
Com o advento da produção em massa, as roupas tradicionais, feitas à mão, foram substituídas pelos trajes de confecção industrial. Surgiu, então, o setor de negócios da moda, que vive hoje momentos de grande ebulição.

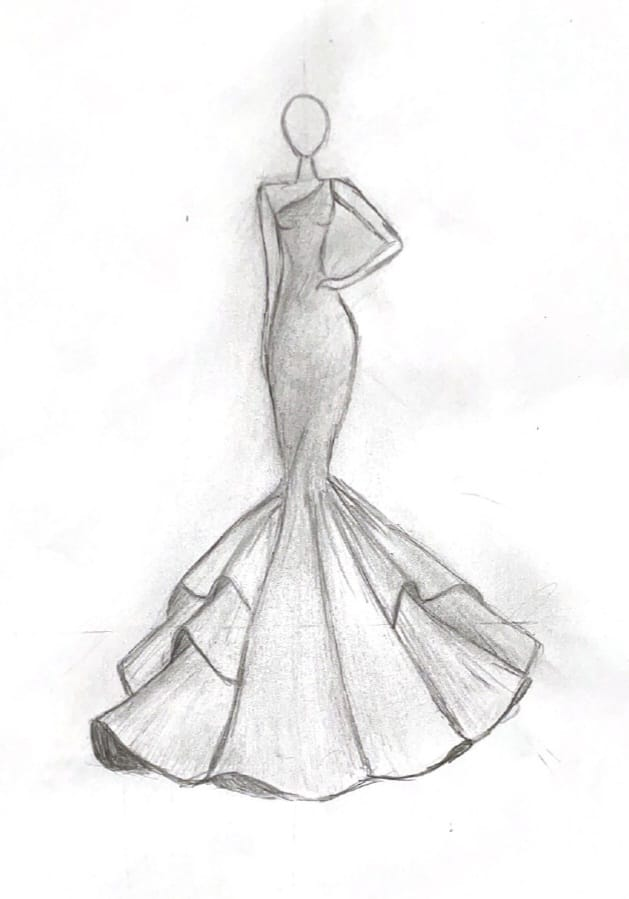
Croqui de moda

A especialização em moda é recente. O profissional de moda tanto pode seguir pelo variado mundo do design como optar pela área de negócios, que exige bons conhecimentos de marketing. No primeiro caso, as oportunidades se concentram em setores variados: desenho de moda, de estamparia e de acessórios; compras; vitrinismo e design de interiores de lojas; desenvolvimento; coordenação; produção e gerência de produtos da indústria têxtil e de pequenas confecções; estilismo; criação de figurinos para cinema, teatro e televisão; consultoria de moda; desenvolvimento de coleções têxteis e de vestuário; modelagem; pesquisa de novos materiais e organização de lançamentos de coleções.
Quem preferir tratar dos negócios da moda, encontrará boas chances de trabalho em confecções, fiações, malharias, tecelagens, indústrias de aviamentos e acessórios, lojas de departamento, franquias, assessorias e consultorias de moda, produção artística e publicitária, importadoras e exportadoras do ramo têxtil, imprensa especializada, indústrias químicas, feiras e salões de moda.

## Brasil
É inegável que a moda brasileira assimila tendências europeias e norte-americanas, mas os estilistas brasileiros procuram, cada vez mais, encontrar uma linguagem própria, adequada ao mercado brasileiro. O setor têxtil e de confecções é um dos grandes geradores de empregos no Brasil, atraindo profissionais especializados não só em estilismo, mas também em gerência e planejamento de produtos. Como ainda é uma carreira com especializações novas, falta pessoal qualificado.[carece de fontes?]
No Brasil, a duração do curso é de dois anos no mínimo, e oito anos no máximo.[carece de fontes?]
A pioneira nos estudos sobre vestuário e moda foi Sophia Jobim, que introduziu o ensino da disciplina de indumentária histórica em 1949 na Escola Nacional de Belas Artes e defendia que o estudo do vestuário era ao mesmo tempo ciência e arte.